# Complejo Deportivo de la Ciudad de Karachi
El Complejo Deportivo de la Ciudad de Karachi denominado anteriormente como el Complejo Deportivo KMC se encuentra en la calle Cachemira, en Karachi, Sindh, Pakistán. El Complejo deportivo de la Ciudad cuenta con instalaciones para diversas disciplinas como natación, tenis, squash, baloncesto, tenis de mesa, taekwondo, patinaje, etc Hay cinco espacios para tenis, con una cancha de tenis de forma ovalada, una instalación única en su tipo en el país, que tiene una capacidad de 5000 personas y ha servido como sede de partidos internacionales.